# Tom Newman (hudebník)
Thomas Dennis „Tom“ Newman (* 1943 Londýn) je britský hudebník a producent.
V roce 1968 hrál Newman ve skupině July, jejíž jediné stejnojmenné album patří mezi nejvýznamnější psychedelická alba v Británii.[zdroj?]
Roku 1970 začal Newman spolupracovat s Richardem Bransonem, kterému pomohl vybudovat studio The Manor v Oxfordu. Setkal se také s osmnáctiletým Mikem Oldfieldem, který mu půjčil hrubou demo nahrávku, ze které později vzniklo Oldfieldovo první album Tubular Bells.
Tom Newman později vydal také několik sólových alb a produkoval alba ostatních umělců, včetně Mika Oldfielda.

## Sólová diskografie
- Fine Old Tom (1975)
- Live at the Argonaut (1975)
- Faerie Symphony (1977)
- Bayou Moon (1986)
- Aspects (1986)
- Ozymandias (1988)
- Hotel Splendide [Live] (1997)
- Snow Blind (1997)
- Faerie Symphony and Other Stories (1999)
- Tall Scary Things (1999)
- The Hound Of Ulster (1999)

## Alba jiných umělců, která Tom Newman produkoval
Seznam není kompletní
- Tubular Bells – Mike Oldfield (1973)
- Hatfield and the North – Hatfield and the North (1973)
- Mike Oldfield's Single – Mike Oldfield (1974, singl)
- Hergest Ridge – Mike Oldfield (1974)
- Platinum – Mike Oldfield (1979)
- 101 Live Letters (1981)
- Islands – Mike Oldfield (1987)
- Amarok – Mike Oldfield (1990)
- Heaven's Open – Mike Oldfield (1991)
- Tubular Bells II – Mike Oldfield (1992)
- Six Elementary Songs – Clodagh Simonds (1996)